# Camellia montana
Camellia montana är en tvåhjärtbladig växtart som först beskrevs av Francisco Manuel Blanco, och fick sitt nu gällande namn av Ho Tseng Chang och S.X. Ren. Camellia montana ingår i släktet Camellia och familjen Theaceae. Inga underarter finns listade i Catalogue of Life.